# Kanivenahalli, Malur
Kanivenahalli là một làng thuộc tehsil Malur, huyện Kolar, bang Karnataka, Ấn Độ.